# Vibrante simple uvular
La vibrante simple uvular es un tipo de sonido consonántico, usado en algunas lenguas habladas del mundo. No existe un signo AFI específico para este sonido, aunque mediante diacrítico puede transcriberse mediante el signo de la oclusiva uvular sonora junto con un signo de brevis, ⟨ɢ̆⟩, aunque normalmente se usa también el signo para la vibrante múltiple uvular, ⟨ʀ⟩, puesto que no se han encontrado lenguas donde ambos sonidos contrasten.
La vibrante uvular simple no aparece como alófono principal de algún fonema en ninguna lengua. Sin embargo, como alófono secundario aparece en diversas lenguas, entre ellas:
- Como alófono de una aproximante faringal en okanaga meridional[2]
- Como alófono de /ɡ/ en sílabas átonas en supyire,[3]
- Como alófono de la fricativa velar lateral // en wahgi.[4]

Más comúnmente, aparece como variante de la vibrante múltiple uvular, que es mucho más frecuente y como variante del vibrante múltiple de un solo contacto [ʀ̆] más que una vibrante simple. (La diferencia primaria entre una vibrante simple y una vibrante múltiple es la corriente de aire, no el número de contactos.)

## Características
Características de la vibrante simple uvular:
[+ Vibrante]
[+ Uvular]
[+ Sonora]
[+ Oral]]
[+ Central]
[+ Pulmónica]

## Ocurrencia
| Idioma   | Idioma  | Palabra  | AFI        | Significado        | Notas                                                                                           |
| -------- | ------- | -------- | ---------- | ------------------ | ----------------------------------------------------------------------------------------------- |
| Supyire  | Supyire | tadugugo | [taduɢ̆uɢ̆o] | 'lugar para subir' | También puede ser pronunciada como;[taduɢ̆uɡo], así como [ɢ̆] y [ɡ] puede ser una libre variación |
| Okanagan | Sur     |          | [ɢ̆àlə́p]    | 'perdida'          | Corresponde a [ʕ] en otras variedades                                                           |